# Demolizione di un muro
Demolizione di un muro (Démolition d'un mur) è un film dei fratelli Auguste e Louis Lumière.
Il film mostra alcuni operai che abbattono un muro. La particolarità del film stava nell'uso di uno dei primissimi trucchi cinematografici in assoluto, per quanto semplice: la pellicola veniva mostrata dall'inizio alla fine e poi riavvolta, col muro che si risollevava prodigiosamente.
Significativa è anche la profondità di campo, mentre è tipico delle produzioni Lumière il movimento "centrifugo", cioè i personaggi che continuamente entrano ed escono dall'inquadratura (in questo caso gli operai).